# 莺啼序
《鶯啼序》，詞牌名，又名《豐樂樓》。此調傳為最長詞牌，並二百四十字，分為四段：第一段八句四十九字，第二段十句五十一字，第三段十四句七十一字，第四段十四句六十九字，每段各四仄韻。第一段第二句是上一、下四句式，諸領格字宜用去聲。

平：填平聲字；仄：填仄聲字（上、去或入聲）；中：可平可仄。粗體字：表示韻腳字。

## 例词
吳文英
《鶯啼序·豐樂樓節齋新建》
別名：《鶯啼序·天吳駕雲閬海》
天吳駕雲閬海，凝春空燦綺。倒銀海、蘸影西城，西碧天鏡無際。彩翼曳、扶搖宛轉，雩龍降尾交新霽。
近玉虛高處，天風笑語吹墜。
 
清濯緇塵，快展曠眼，傍危闌醉倚。面屏障、一一鶯花。薜蘿浮動金翠。慣朝昏、晴光雨色，燕泥動、紅香流水。步新梯，藐視年華，頓非塵世。 
 
麟翁袞舄，領客登臨，座有誦魚美。翁笑起、離席而語，敢詫京兆，以役為功，落成奇事。明良慶會，賡歌熙載，隆都觀國多閒暇，遣丹青、雅飾繁華地。平瞻太極，天街潤納璿題，露床夜沈秋緯。
 
清風觀闕，麗日罘罳，正午長漏遲。為洗盡、脂痕茸唾，淨卷麹塵，永晝低垂，繡簾十二。高軒駟馬，峨冠鳴佩，班回花底修禊飲，禦爐香、分惹朝衣袂。碧桃數點飛花，湧出宮溝，溯春萬里。
吳文英
《鶯啼序·橫塘棹穿豔錦》
橫塘棹穿豔錦，引鴛鴦弄水。斷霞晚、笑折花歸，紺紗低護燈蕊。潤玉瘦，冰輕倦浴，斜拖鳳股盤雲墜。聽銀床，聲細梧桐，漸攪涼思。 
 
窗隙流光，冉冉迅羽，訴空梁燕子。誤驚起、風竹敲門，故人還又不至。記琅玕、新詩細掐，早陳跡、香痕纖指。怕因循，羅扇恩疏，又生秋意。
  
西湖舊日，畫舸頻移，歎幾縈夢寐。霞佩冷，疊瀾不定，麝靄飛雨，乍濕鮫綃，暗盛紅淚。綀單夜共，波心宿處，瓊簫吹月霓裳舞，向明朝、未覺花容悴。嫣香易落，回頭澹碧銷煙，鏡空畫羅屏裡。 
 
殘蟬度曲，唱徹西園，也感紅怨翠。念省慣、吳宮幽憩，暗柳追涼，曉岸參斜，露零漚起。絲縈寸藕，留連歡事，桃笙平展湘浪影，有昭華穠李冰相倚。如今鬢點淒霜，半篋秋詞，恨盈蠹紙。